# جوزيف لاغرانج (سياسي)
جوزيف لاغرانج (بالفرنسية: Joseph Lagrange)‏ هو عسكري وسياسي فرنسي، ولد في 10 يناير 1763 في فرنسا، وتوفي في 16 يناير 1836 في باريس في فرنسا. انتخب member of the Chamber of Peers ‏ وانتخب نائب فرنسي.

## معرض صور

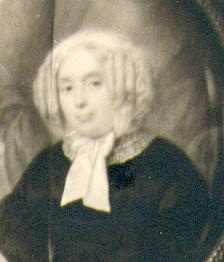
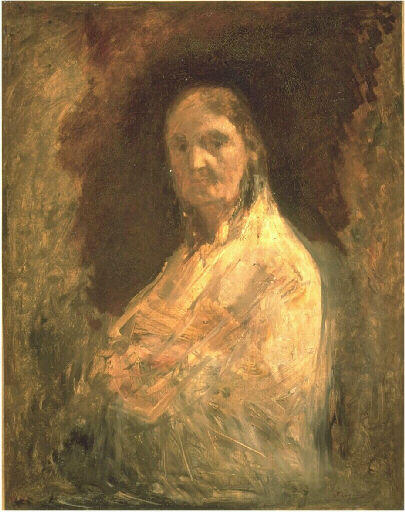
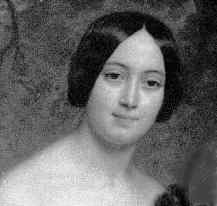
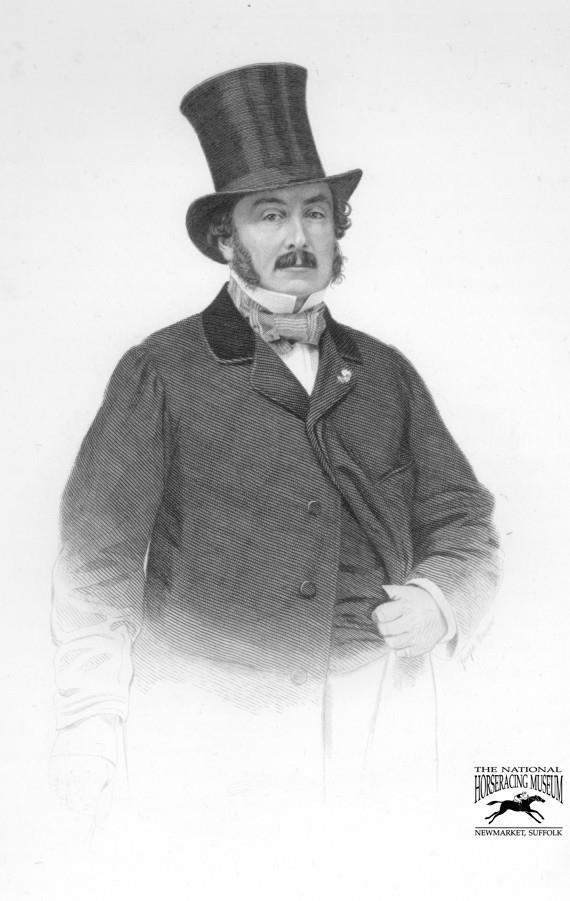